# Гліцерофосфат кальцію
Гліцерофосфат кальцію (лат. calcii glycerophosphas) — кальцієва сіль 1,2,3-пропантріол моногідрогенофосфату або дигідрогенофосфату.
Брутто-формула: C3H7CaO6P
Характеристика: білий кристалічний порошок без запаху, гіркуватий на смак. Розчинний у розведеній соляній кислоті.
Фармакологічна дія: заповнює дефіцит кальцію, що зміцнює. Відновлює рівень кальцію в організмі, стимулює анаболічні процеси.
Показання: гіпокальціємія, зниження загальної опірності та тонусу при гіпотрофії, перевтомі, виснаженні нервової системи, рахіті.
Протипоказання: гіперчутливість; гіперкальціємія; тромбоз; тромбофлебіт; дитячий вік до 2 років.
Рекомендується поєднувати з препаратами заліза.
Спосіб застосування та дози: внутрішньо, дорослим — по 0,2-0,5 г, дітям — по 0,05-0,2 г 2-3 рази на добу.

## Застосування
Використовується в харчовій промисловості як харчова добавка E383.